# Julia Kijowska

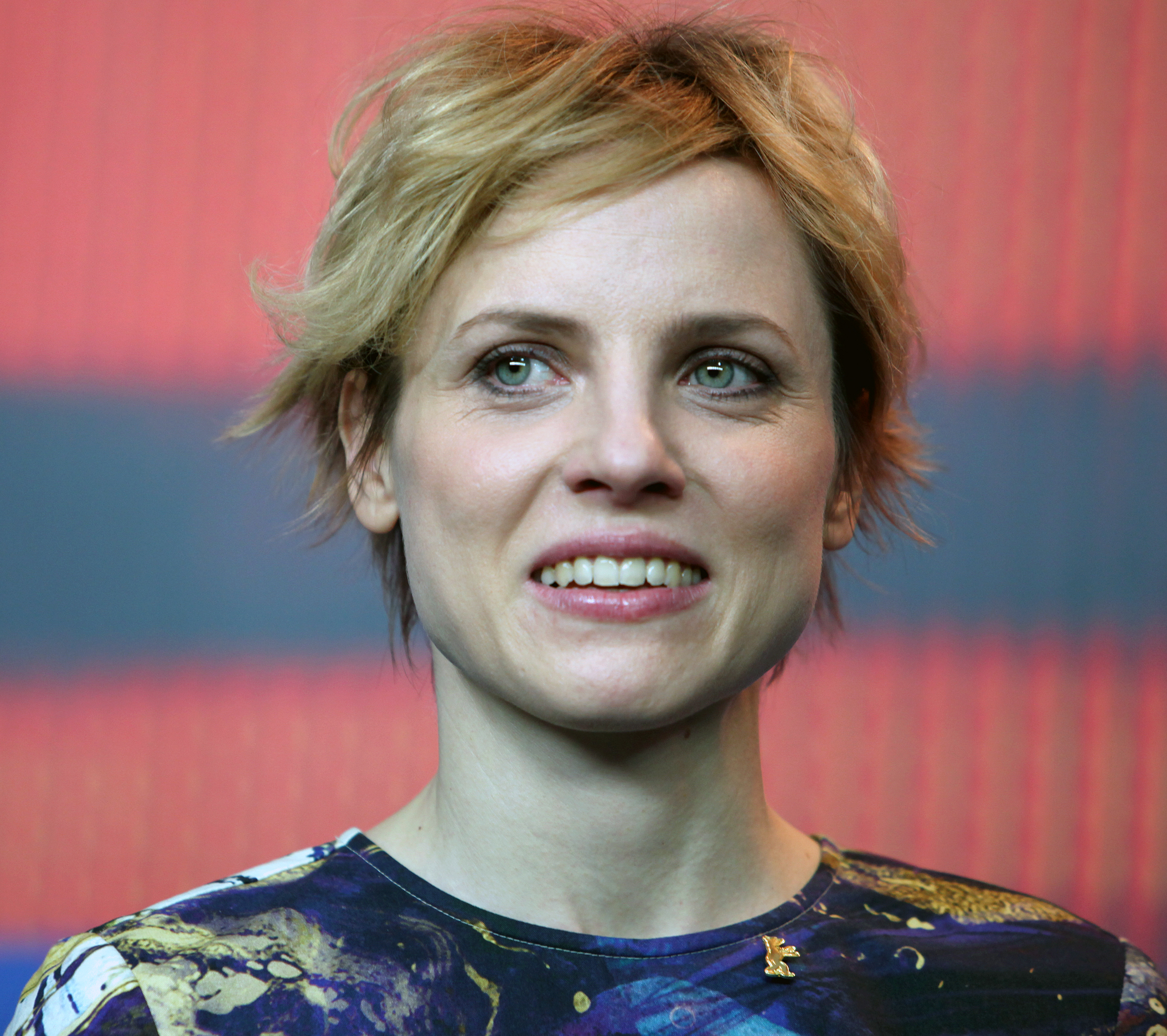
Julia Kijowska (2016)

Julia Kijowska (* 8. Oktober 1981 in Warschau) ist eine polnische Schauspielerin.

## Leben
Julia Kijowska ist die Tochter des polnischen Regisseurs Janusz Kijowski. Ihr älterer Bruder ist der polnische Kameramann Jakub Kijowski. Weiterhin ist ihr Cousin der politische Aktivist Mateusz Kijowski. Ihr Schauspielstudium schloss sie 2005 erfolgreich an der Aleksander-Zelwerowicz-Theaterakademie Warschau ab. Von 2006 bis 2012 war sie Ensemble-Mitglied am Dramatischen Theater Warschau und seit 2013 ist sie festes Ensemblemitglied beim Warschauer Teatr Ateneum.
Parallel zu ihrer Theaterkarriere begann sie ab 2008 auch im polnischen Film aufzutreten. So debütierte sie in diesem Jahr in den beiden Dramen 0_1_0 und Boisko bezdomnych. Für ihre Darstellung der Agnieszka in dem 2017 von Wiktor Ericsson inszenierten Drama Jordgubbslandet wurde sie mit dem schwedischen Filmpreis Guldbagge als beste Nebendarstellerin ausgezeichnet.

## Filmografie (Auswahl)
- 2008: 0_1_0
- 2008: Boisko bezdomnych
- 2010: Wenecja
- 2011: In Darkness (W ciemności)
- 2012: Miłość
- 2013: Pod mocnym aniołem
- 2014: Matka
- 2015: Die rote Spinne (Czerwony pająk)
- 2016: United States of Love (Zjednoczone stany milości)
- 2017: Jordgubbslandet
- 2018: Nina
- 2018: Via Carpatia
- 2019: Zelazny most
- 2020: Fisheye
- 2020: Kod genetyczny (Fernsehserie, 8 Episoden)
- 2021: Rysa (Fernsehserie, 8 Episoden)
- 2021: Uklad (Fernsehserie, 8 Episoden)
- 2023: Lipowo. Zmowa milczenia (Fernsehserie, 8 Episoden)
- 2024: When Fucking Spring is in the Air